# Ephedrus
Ephedrus is een geslacht van parasitoïde insecten uit de familie van de schildwespen (Braconidae), onderfamilie Aphidiinae. Het zijn kleine vliesvleugelige insecten waarvan de larven parasiteren in bladluizen, die ze geleidelijk van binnenuit opeten, daarna verpoppen en uitvliegen. Vanwege dit gedrag zijn sommige soorten bruikbaar bij de biologische bestrijding van in de land- en tuinbouw schadelijke bladluizen.
De meeste soorten hebben een specifieke bladluizensoort als gastheer, maar sommige soorten kunnen meerdere bladluizensoorten parasiteren. Bij Ephedrus plagiator is in India vastgesteld dat ze vier bladluizensoorten als gastheer kan gebruiken, die op verschillende planten leven: Lipaphis erysimi, Aphis pisum, Aphis craccivora en Aphis gossypii.
De wetenschappelijke naam Ephedrus werd voor het eerst geldig gepubliceerd door Alexander Henry Haliday in 1833. Haliday beschreef Ephedrus aanvankelijk als een ondergeslacht van Aphidius. Als soorten noemde hij Aphidius Ephedrus validus, A.E. plagiator (eerst beschreven door Nees als Bracon plagiator) en A.E. lacertosus. In dezelfde publicatie beschreef Haliday nog de volgende ondergeslachten van Aphidius: Praon, Trionyx (later veranderd in Toxares; Trionyx was reeds in gebruik voor een geslacht van schildpadden, benoemd door Étienne Geoffroy Saint-Hilaire), Monoctonus en Trioxys.

## Soorten
Volgens Encyclopedia of Life behoren volgende soorten tot het geslacht Ephedrus:
- Ephedrus angustithoracicus Kiriac, 1977
- Ephedrus blattnyi Stary, 1973
- Ephedrus brevis Stelfox, 1941
- Ephedrus californicus Baker 1909
- Ephedrus cavariellae Takada, 1968
- Ephedrus cerasicola Stary, 1962
- Ephedrus chaitophori Gardenfors, 1986
- Ephedrus cheni Shi & Chen 2001
- Ephedrus clavicornis Pike & Stary, 1999
- Ephedrus curtus Chen 2001
- Ephedrus dioscoreae Bhagat, 1982
- Ephedrus dysaphidis Tomanovic, Kavallieratos & Stary, 2005
- Ephedrus helleni Mackauer, 1968
- Ephedrus himalayensis Gardenfors, 1986
- Ephedrus hyaloptericolus Kiriac, 1977
- Ephedrus incompletus (Provancher, 1886)
- Ephedrus jiangsuensis Chen 2001
- Ephedrus koponeni Halme, 1992
- Ephedrus lacertosus (Haliday, 1833)
- Ephedrus laevicollis (Thomson, 1895)
- Ephedrus longistigmus Gardenfors, 1986
- Ephedrus mandjuriensis Kiriac, 1977
- Ephedrus meliarhizophagi Stary, 1983
- Ephedrus mirabilis Timon-David, 1944
- Ephedrus nacheri Quilis, 1934
- Ephedrus nelumbus Dong & Wang, 1996
- Ephedrus niger Gautier, Bonnamour & Gaumont, 1929
- Ephedrus orientalis Stary & Schlinger, 1967
- Ephedrus perillae Tamili & Raychaudhuri, 1984
- Ephedrus persicae Froggatt 1904
- Ephedrus plagiator (Nees, 1811)
- Ephedrus primordialis Brues, 1933
- Ephedrus prociphili Stary, 1982
- Ephedrus quadratum Shi 2001
- Ephedrus radiatus (Chen, 1986)
- Ephedrus robustus Liu, 1968
- Ephedrus rugosus (Chen, 1986)
- Ephedrus srinagarensis Stary & Bhagat, 1978
- Ephedrus tanycoleosus Chen 2001
- Ephedrus transversus (Chen, 1986)
- Ephedrus trichosiphoniellae Takada, 1968
- Ephedrus urticae Bhagat, 1982
- Ephedrus vaccinii Gardenfors, 1986
- Ephedrus validus (Haliday, 1833)

Recenter beschreven soorten zijn nog:
- Ephedrus lonicerae Tomanovic, Kavallieratos & Stary, 2009
- Ephedrus ramnagarensis Akhtar, 2011